# Anne et Andy
Série Raggedy Ann
Pour plus de détails, voir Fiche technique et Distribution.
Anne et Andy (Raggedy Ann & Andy: A Musical Adventure) est un film d'animation américain réalisé par Richard Williams sorti le 1er avril 1977, d'après les personnages et les poupées de la série Raggedy Ann créée par Johnny Gruelle.
Le film eut une courte exploitation en France, avec un doublage français incluant Philippe Dumat.

## Synopsis
Anne et Andy sont deux poupées de chiffon frère et sœur, qui vivent avec d'autres jouets dans la chambre de Marcella. Lors de l'anniversaire de cette dernière, elle reçoit une poupée Jumeau, Babette. Un pirate vivant dans une boule à neige décide de l'enlever pour en faire son épouse, et ils disparaissent. Anne et Andy décident de partir au secours de Babette.

## Fiche technique
- Réalisation : Richard Williams
- Réalisateur de séquence : Gerald Potterton
- Scénario : Patricia Thackray et Max Wilk
- Direction artistique : Corny Cole
- Animation :
  - Animateurs : Hal Ambro, Cosmo Anzilotti, Art Babbitt, George Bakes, Warren Batchelder, John Bruno, Gerry Chiniquy, Corny Cole, Doug Crane, Ray DaSilva, Tissa David, Chuck Downs, Emery Hawkins, Fred Hellmich, John Kimball, Chrystal Klabunde, Grim Natwick, Spencer Peel, Gerald Potterton, Willis Pyle, Tom Roth, Jack Schnerk, Irven Spence, Art Vitello
  - Assistants-animateurs : David Block, Loren Bowie, Michelle Clay, John Celestri, Sheldon Cohen, James A. Davis, Gerry Dvorak, Glenn Entis, Brad Frost, Jay Jacoby, Jeffrey Gatrall, John R. Gaug, Eric Goldberg, Leslie Gorin, Murad Gumen, Judith Hans, Dan Haskett, Patricia Hoyt, Helen Komar, Susan Kroyer, Judy Levitow, Jim Logan, Karen Marjoribanks, Marlene Robinson May, Carol Millican, Jack Mongovan, Alissa Myerson, Lester Pegues Jr., Karen Peterson, Kevin Petrilak, Barney Posner, Mitch Rochon, Louis Scarborough, Jr., Tom Sito, Michael Sporn
- Montage : Harry Chang, Lee Kent, Ken McIlwaine, Maxwell Seligman
- Musique : Joe Raposo
- Production : Richard Horner et Stanley Sills
- Sociétés de production : Richard Williams Productions
- Société de distribution : 20th Century Fox
- Format : Couleur (Fujicolor) - 35 mm - 2.35:1 - Son mono
- Genre : animation
- Durée : 85 minutes
- Dates de sorties : Etats-Unis : 1er avril 1977 ; France : 22 janvier 1978

## Production du film
Au départ, le film devrait être réalisé par Abe Levitow et Richard Williams devrait être directeur de l'animation. Quand Levitow meurt en 1975, Richard Williams est finalement nommé réalisateur.